# Bộ Sếu
Bộ Sếu (Gruiformes) là một bộ chim gồm một số lượng đáng kể các họ chim còn sinh tồn và tuyệt chủng, với sự đa dạng về địa lý rộng khắp. Gruiform có nghĩa là "giống như sếu".
Theo truyền thống, một số họ chim lội nước và trên cạn dường như không thuộc về bất kỳ bộ nào khác được phân loại vào bộ Sếu. Chúng bao gồm 14 loài sếu lớn, khoảng 145 loài gà nước nhỏ hơn, cũng như một loạt các họ bao gồm một đến ba loài, chẳng hạn như Heliornithidae, chim limpkin hoặc Psophiidae. Những loài chim khác đã được đặt vào bộ này do chúng cần được đặt vào đâu đó; điều này đã khiến cho bộ Sếu mở rộng thiếu các dị hình đặc trưng. Các nghiên cứu gần đây chỉ ra rằng các "loài sếu kỳ lạ" này chỉ có quan hệ (nếu có) một cách lỏng lẻo với sếu, gà nước và các họ hàng khác (các "loài sếu cốt lõi").

## Phân loại
Bộ GRUIFORMES
- Phân bộ Ralli (Gà nước)
  - Họ Rallidae: Gà nước
  - Họ Sarothruridae (tách ra từ họ Rallidae)
  - Họ Heliornithidae: Chân bơi
  - Họ †Aptornithidae: (chim tiền sử)
- Phân bộ Grui (Sếu)
  - Họ †Eogruidae (hóa thạch)
  - Họ †Ergilornithidae (hóa thạch)
  - Họ Gruidae: Sếu
  - Họ Aramidae
  - Họ Psophiidae
- Các họ không chắc chắn và nghi vấn là thuộc bộ Sếu
  - Họ †Parvigruidae (hóa thạch)
  - Họ †Songziidae (hóa thạch)
  - Họ †Gastornithidae (hóa thạch)
  - Họ †Messelornithidae (hóa thạch)
  - Họ †Salmilidae (hóa thạch)
  - Họ †Geranoididae (hóa thạch)

## Tách khỏi bộ Sếu
- Họ †Phorusrhacidae: Chim khủng bố (hóa thạch). Chuyển sang bộ Cariamiformes.
- Họ †Bathornithidae (hóa thạch). Chuyển sang bộ Cariamiformes.
- Họ †Idiornithidae (hóa thạch). Chuyển sang bộ Cariamiformes.
- Họ Cariamidae: Chim mào bắt rắn. Hiện tại chuyển sang bộ Cariamiformes[4] do có quan hệ họ hàng gần với các loài cắt, vẹt và sẻ[5].
- Họ Otididae: Ô tác. Chuyển sang bộ Otidiformes[4]. Việc xếp chung trong bộ sếu làm cho bộ này trở thành đa ngành khi xét trong mối quan hệ với bộ Cuculiformes.
- Họ Eurypygidae - thuộc nhóm "Metaves", bộ mới Eurypygiformes cùng họ Rhynochetidae[6]
- Họ Rhynochetidae - thuộc nhóm "Metaves", bộ mới Eurypygiformes cùng họ Eurypygidae[6].
- Họ Mesitornithidae - thuộc nhóm "Metaves", bộ mới Mesitornithiformes.

## Hình ảnh

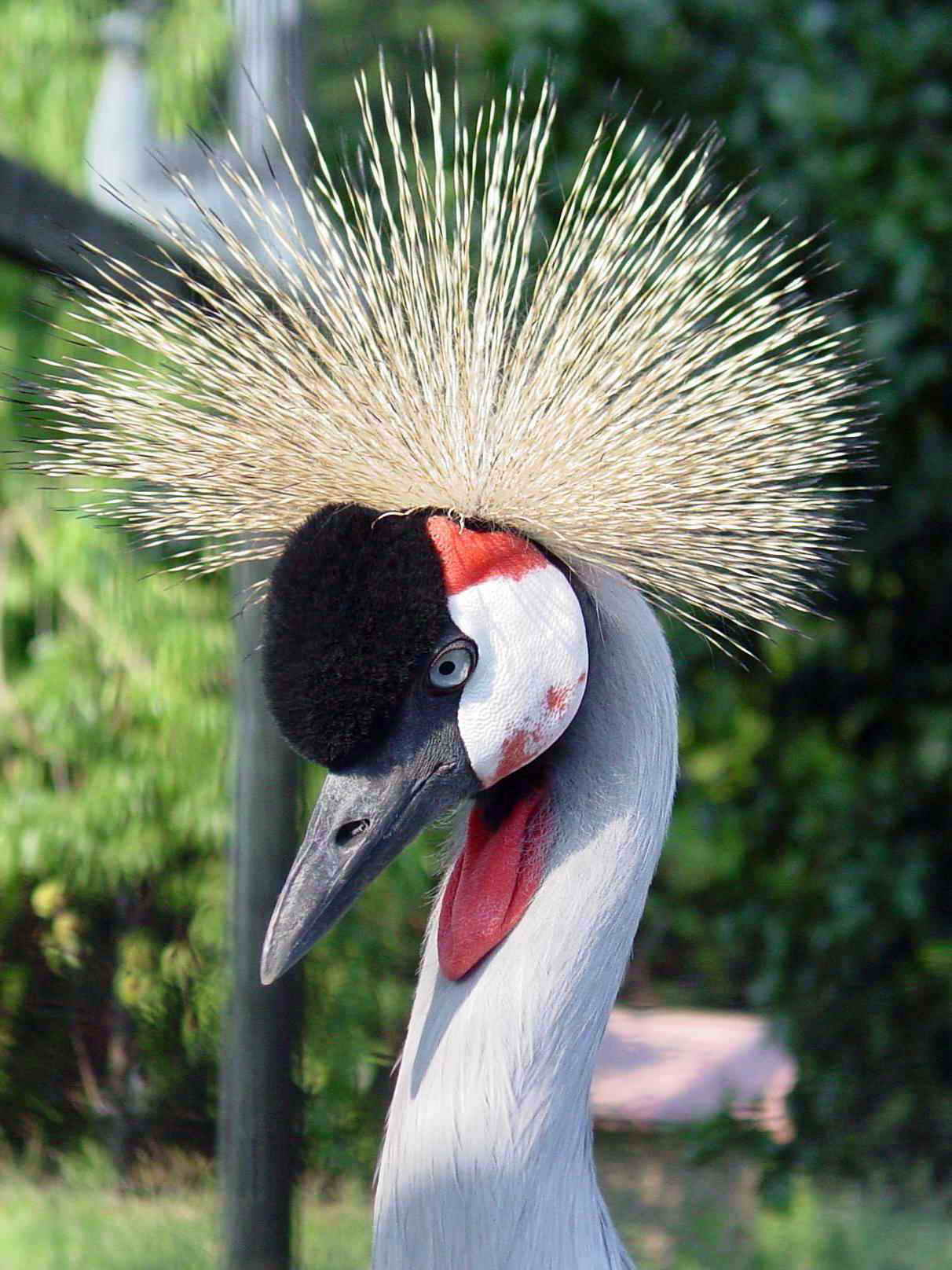
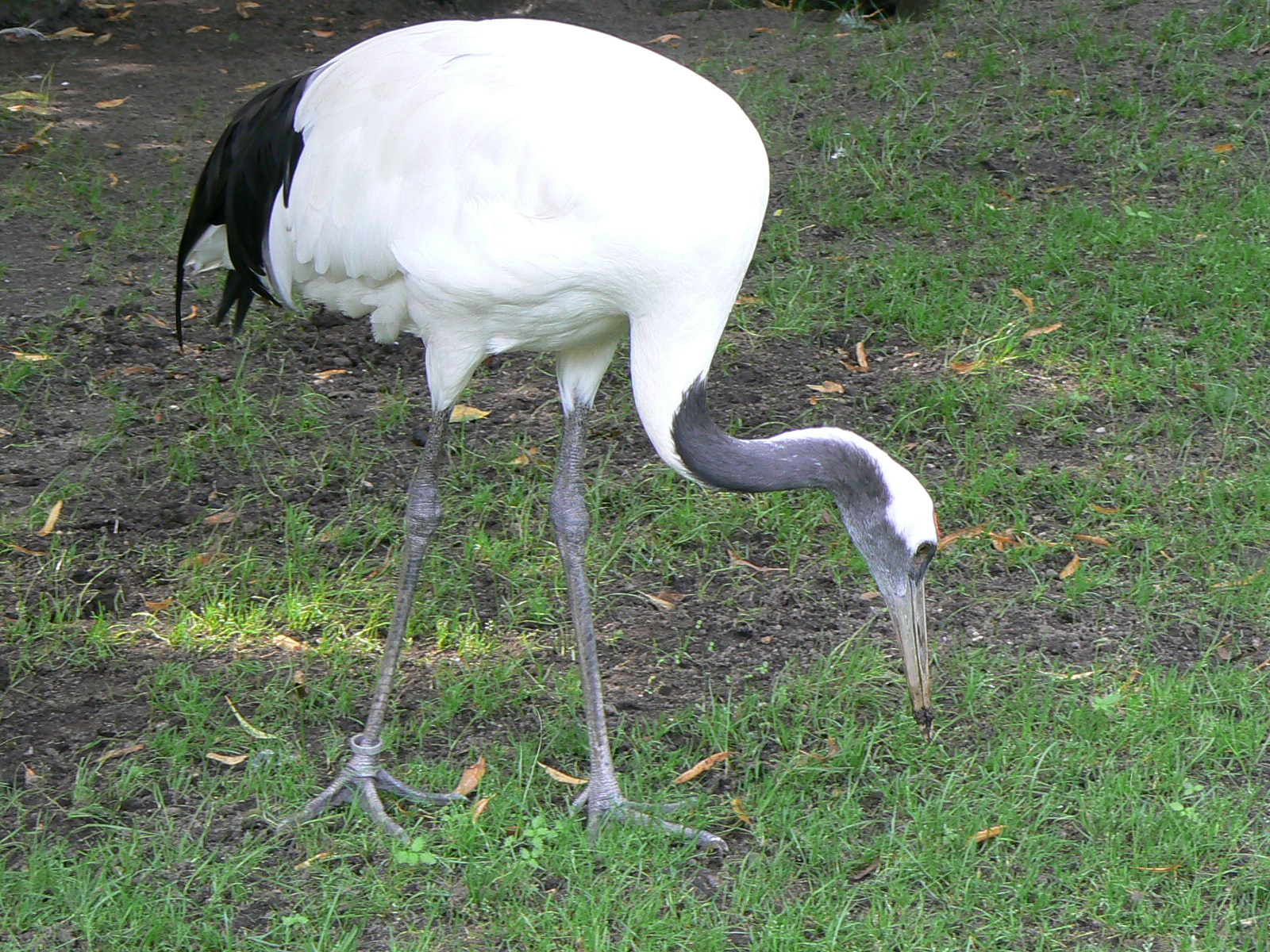
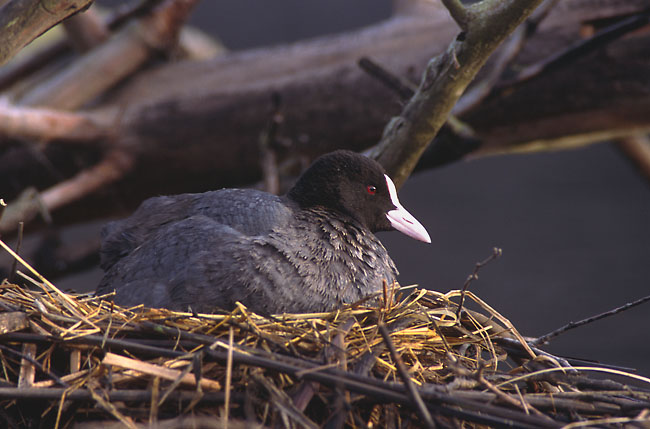